# 幻獸天使
《幻獸天使》是迎夏生創作的日本漫畫作品。於《月刊電擊Comic Gao!》2000年至2005年進行連載，單行本全10卷。

## 故事簡介
世界上有一些人擁有著大自然中動物能力的人，可隨時將身體某部份變成動物特化出來的部份，稱為＋幻獸。故事主線是講述烏鴉＋幻獸少年庫洛尋找與自己一樣的同伴和冒險的經歷。

## 登場人物
庫洛（Cooro）
烏鴉＋幻獸少年，年幼時「從天而降」，長大後過著四處遊歷的生活。活潑天真，有點傻氣，不懂說謊。獨自開始尋找其他＋幻獸的旅程。能夠展開一雙黑翼飛行，在第12話得到一個手斧，拿來砍柴。喜歡的食物是蘋果，不論是蘋果派還是蘋果泥只要是蘋果就會不自覺地被引誘過去。在22話“蘋果屋”裏，偷吃了艾瑪夫人的果園裏的蘋果。
哈士奇（Husky）
魚＋幻獸少年，原被馬戲團班主威脅上演人魚公主。本身是看上去極似女生的美少年，也多次被誤認是女生而生氣，因為小時候被蒂娜拉皇妃推進水池企圖淹死自己而變得不喜歡與女生來往，聰明、有過人的見解。在水中會變成人魚，擁有一枝長棒。鑒定力十分敏銳，能輕易判斷寶石飾品等價值等級。有一對清澈海藍色的耳環，十分重視。在逃脫第一話的馬戲團後一直想見母親一面。
瑟利（Senri）
熊＋幻獸少年，高山民族的一人，比其他三位＋幻獸年長，不過永遠不像在思考，而且寡言，廚藝卻不錯。身邊帶著一本非常珍惜的小書，也會將去過的地方的物件壓成書籤以作紀念。右手可變成熊爪，但在不暴露＋幻獸的身份時亦有大刀可用。瑟利容易變成狂暴化的幻獸（狂暴化+Anima）
娜娜（Nana）
蝙蝠＋幻獸少女，有著很強的少女夢，不太成熟，但很希望得到他人的認同。與庫洛一樣能夠展開雙翼飛行，並具備收發超聲波的耳朵和聲帶。喜歡穿帶有蝴蝶結和蕾絲邊花樣的裙子，衣服大部分是自己親手縫製。娜娜的性格看起來任性難纏，實際上對同伴非常重視，經常因芝麻小事和哈士奇吵架。

## 出版書籍
| 冊數 | MediaWorks     | MediaWorks         | 長鴻出版社     | 長鴻出版社           |
| 冊數 | 發售日期       | ISBN               | 發售日期       | EAN                  |
| ---- | -------------- | ------------------ | -------------- | -------------------- |
| 1    | 2000年12月16日 | ISBN 4-8402-1730-0 | 2003年6月27日  | EAN 471-0765-17417-0 |
| 2    | 2001年5月26日  | ISBN 4-8402-1853-6 | 2003年9月4日   | EAN 471-0765-17596-2 |
| 3    | 2001年11月27日 | ISBN 4-8402-1999-0 | 2004年10月18日 | EAN 471-0765-18805-4 |
| 4    | 2002年5月27日  | ISBN 4-8402-2123-5 | 2005年2月22日  | EAN 471-0765-19119-1 |
| 5    | 2002年11月27日 | ISBN 4-8402-2236-3 | 2005年11月28日 | EAN 471-0765-19785-8 |
| 6    | 2003年5月27日  | ISBN 4-8402-2395-5 | 2006年2月22日  | EAN 471-0765-20189-0 |
| 7    | 2003年11月27日 | ISBN 4-8402-2535-4 | 2006年5月20日  | EAN 471-0765-20399-3 |
| 8    | 2004年5月27日  | ISBN 4-8402-2713-6 | 2006年8月11日  | EAN 471-0765-20568-3 |
| 9    | 2004年9月27日  | ISBN 4-8402-2816-7 | 2006年8月17日  | EAN 471-0765-20677-2 |
| 10   | 2005年3月26日  | ISBN 4-8402-3010-2 | 2006年9月22日  | EAN 471-0765-20767-0 |

## 外部連結
- English Tokyopop webpage
- +Anima（漫畫）在動畫新聞網百科全書中的資料（英文）